# Ana Carmen Macri
Ana Carmen Macri (Buenos Aires, 15 de julio de 1916-Buenos Aires, 4 de febrero de 2022) fue una política argentina que integró el grupo de mujeres elegidas por primera vez como diputadas nacionales en 1951. Fue una de las fundadoras del Partido Peronista Femenino, quedando a su cargo la organización del partido en las provincias de Tucumán y Santa Fe. Fue encarcelada por la dictadura y formó parte de la Resistencia peronista, durante los años de dictaduras y proscripciones políticas, iniciadas con el golpe de Estado de 1955.

## Antecedentes
Los antecedentes inmediatos de la actividad política de Ana Carmen Macri fueron el gobierno de Juan Domingo Perón (1946-1955) y la sanción de la Ley 13.010 de sufragio femenino en 1947.

## Biografía

### Primeros años
Nació en Buenos Aires el 15 de julio de 1916. En 1938 comenzó a trabajar como secretaria del Departamento de Radiología del Hospital Rivadavia de Buenos Aires.

### Acción política

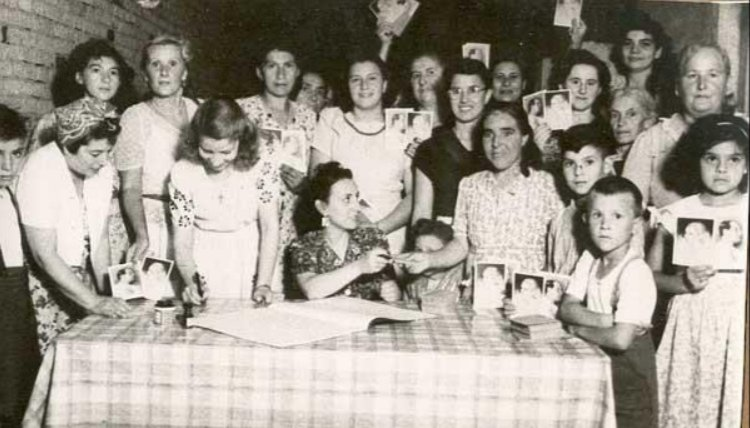
Ana Macri en Tucumán en 1949, organizando el Partido Peronista Femenino (PPF).

En 1948, durante la primera presidencia de Juan Domingo Perón, Eva Perón creó la fundación que llevaba su nombre con el fin de llevar adelante una amplia acción de ayuda social. En ese momento Armando Méndez San Martín, luego ministro de Educación, recomendó que Ana Carmen fuera designada directora del Hogar de Tránsito N.º 2 (décadas después en esa casa se instaló el Museo Evita). Ese mismo año fue designada a propuesta de Eva Perón, como prosecretaria y asesora de la delegación argentina ante la Conferencia Interamericana de Mujeres realizada en Bogotá, donde realizó intervenciones puntuales en favor de la participación política de las mujeres, y donde además fueron aprobadas la Convención Interamericana sobre la Concesión de los Derechos Civiles a la Mujer y la Convención Interamericana sobre la Concesión de los Derechos Políticos a la Mujer.

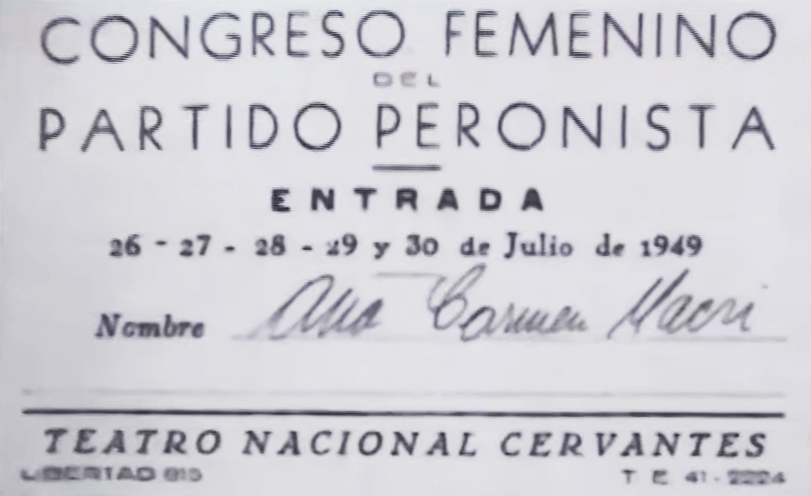
Entrada de Ana Macri para el Congreso constituyente del Partido Peronista Femenino, en julio de 1949.

A su regreso fue una de las fundadoras del Partido Peronista Femenino (PPF), en el congreso fundacional realizado en el Teatro Nacional Cervantes, que eligió como presidenta a Eva Perón. Asumió primero la responsabilidad de organizar el partido en la provincia de Tucumán y luego en la provincia de Santa Fe, donde abrió 658 unidades básicas femeninas, entre 1949 y 1950. Se destacó especialmente por una militancia sin descanso y por elegir como colaboradoras a mujeres que compartían la misma pasión por la militancia, lo que llevó a Juan Domingo Perón a decir de ella que "parecía la bomba atómica".
Contó que uno de los objetivos principales del PPF fue garantizar la autonomía política de las mujeres peronistas, frente a las manipulaciones que intentaban los hombres que tenían el poder en cada provincia. La propia Eva Perón confirma en su libro La razón de mi vida, la resistencia a la autonomía política de las mujeres que debieron enfrentar:

En zonas apartadas del país hubo algunos “caudillos” políticos —muy pocos felizmente quedan ya en el movimiento Peronista; la mayoría está en los viejos partidos opositores— que creyeron hacer del movimiento femenino cosa propia que debía responder a sus directivas e insinuaciones. Mis “muchachas” se portaron magníficamente cuidando la independencia de criterio y de acción.
Eva Perón

El 11 de noviembre de 1951 se realizaron las primeras elecciones en las que las mujeres pudieron votar y ser elegidas. El peronismo en estas elecciones se presentó integrado por tres "ramas": la rama sindical, la rama femenina y la rama masculina política. La organización del peronismo en tercios presuponía una presencia equivalente en las listas de candidatos, sin embargo la representación igualitaria de cada rama, recién se establecería en las elecciones legislativas de 1954. En el peronismo sólo 23 mujeres fueron elegidas diputadas nacionales, sobre un total de 135 diputados peronistas, mientras que en el caso de los senadores, la proporción fue de solo 6 sobre 30. La brecha de género en los demás partidos políticos fue aún peor, ya que ninguna mujer resultó elegida diputada o senadora por otras fuerzas. Pese a la limitación de género, Ana Carmen Macri resultó elegida diputada nacional por el distrito de Capital Federal, con mandato hasta 1958, y fue una de las primeras 29 mujeres que alcanzaron, como integrantes del Congreso Nacional, el máximo nivel de poder político en la Argentina.
Defendió en el Congreso una visión de la ley que fuera más allá de la igualdad formal, para atender las necesidades humanas y sociales de las personas que se encuentren en una situación de vulnerabilidad. A hablar en 1954, para apoyar el proyecto de ley que eliminaba la discriminación entre "hijos legales" e "hijos ilegales" (Ley 14.367), según sus padres se hubieran o no casado, Ana Macri explicó cual era su concepción de la ley:

Ofrecer, atento a los humanos ideales de Perón y Eva Perón, a los que vivieron en el dolor, a los que sufrieron el golpe brutal de la intemperie y de los desafectos, no solamente la ley fría e impasible cuyo módulo jurídico resuelve el problema desde un punto de vista formal, sino también para ofrecer junto con eso un substancioso contenido, el aliento humano donde se conjugan a través de todos los tiempos las virtudes del perdón, de la generosidad y del amor, a las que no debe nunca desacostumbrarse nuestro linaje... El legislador acude a solucionar una situación de desasosiego a quienes sin haberlo ellos buscado se encuentran comprendidos dentro de las denominaciones [de legítimos e ilegítimos] que por este proyecto se trata de suprimir...
Ana Carmen Macri

Más adelante, en el mismo debate, la diputada Macri ampliaba su mirada política humanista, del siguiente modo:

Yo he visto muchas veces [...] el doloroso espectáculo de niños pospuestos, suprimidos de determinados círculos, por la sola razón de ser considerados, desde el punto de vista jurídico, como hijos ilegítimos, ya que desde el punto de vista natural los hijos, cualesquiera sean las formas legales de su nacimiento, son siempre hijos; porque la sangre, la fuerza atávica y ancestral del progenitor, la proyección de una modalidad, la prolongación de un estilo, inconfundiblemente unidos a través del milagro de la naturaleza, no pueden ser destruidas a través de legislación alguna; serán hijos todos, los unos y los otros, como todos somos seres humanos, los buenos y los malos, los inteligentes y los defectuosos.
Ana Carmen Macri

### Presa política
Al tomar el poder en septiembre de 1955, la dictadura autodenominada Revolución Libertadora la encarceló con otros dirigentes peronistas y la condenó a cadena perpetua por los delitos de traición a la patria y asociación ilícita.
Macri estuvo primero presa en la Cárcel de Mujeres de Buenos Aires (actual Museo Penitenciario), ubicada en Humberto Primo 378, en el barrio de San Telmo, bajo condiciones extremadamente crueles, junto a otras dirigentes peronistas como la también diputada Delia Parodi. La historiadora Vera Pichel, describe el trato inhumano que recibían en estos términos:

...integró el grupo de mujeres allí detenidas puestas bajo la custodia de monjas del Buen Pastor, en un régimen distinto al que regía en las cárceles de hombres. Esas monjas eran la figura contrapuesta a lo que generalmente se sabe en cuanto a una misión católica o cristiana. Tenían tal odio contra las políticas que les imponían condiciones
infrahumanas. No tenían acceso a los talleres. Imposible conseguir un libro. Comida pésima, bazofia que debía comerse so pena de morir de hambre. Y un desprecio total por la vida y la salud de las detenidas, a las cuales a las nueve se les cortaba la luz y se corrían los cerrojos de las puertas de las celdas. Cuando llegaron las primeras tandas la población carcelaria provocó apretujamientos e incomodidades de toda índole.

En 1956 Ana Macri fue trasladada a la Cárcel de Olmos en el partido de La Plata, donde permaneció un año y medio más. Allí compartió la celda con Alicia Eguren que, antes de ser detenida, ya formaba parte de los primeros núcleos de la Resistencia peronista y que a pesar de ser detenida y torturada con picana eléctrica, se mantuvo en constante comunicación con el diputado peronista John William Cooke, con quien mantenía una estrecha relación política y sentimental. Cooke era en ese momento delegado personal de Perón y cabeza del Comando Táctico Peronista en la clandestinidad, aún desde la cárcel, de la que se fugó en marzo de 1957, asilándose en Chile. Macri mantuvo una relación distante y crítica con Eguren, a quien consideraba "muy de izquierda", aun cuando al salir de la cárcel integró el Comando Táctico bajo las órdenes de Cooke.

### Actuación en la resistencia peronista
Luego de la dictadura, en 1958, fue liberada por decisión del presidente Arturo Frondizi, una de cuyas primeras medidas fue impulsar una ley de amnistía acordada con Perón. Con el peronismo ilegalizado por decisión de las dictaduras y gobiernos radicales que gobernaron entre 1955 y 1973, participó en la Resistencia peronista, integrando el Comando Táctico del Movimiento Peronista en la clandestinidad, bajo el mando de John William Cooke.
Macri, al igual que las demás mujeres provenientes del Partido Peronista Femenino, discreparon fuertemente con el enfoque revolucionario de izquierda que Cooke y Alicia Eguren proponían para la Resistencia. Esa discrepancia fue el factor detonante de la decisión de Perón a comienzos de 1959, de reemplazar a Cooke como cabeza del Comando Superior que había reemplazado al Comando Táctico.

### Reconocimientos y disculpas

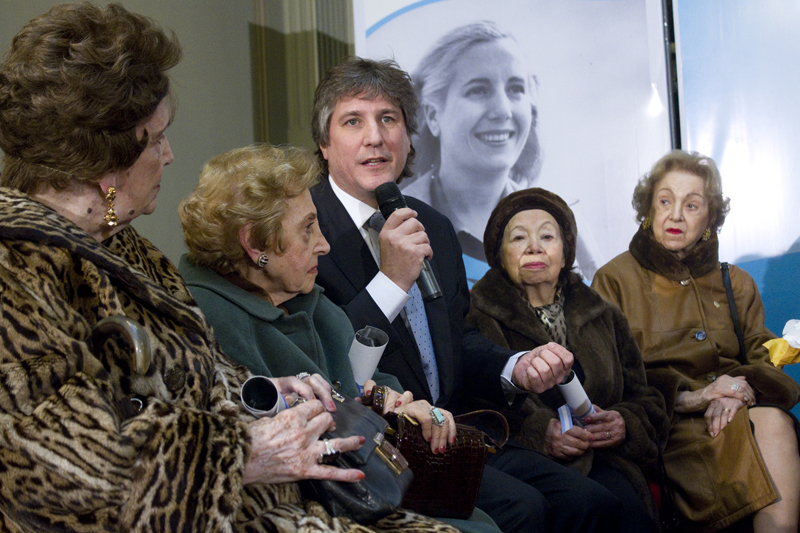
Ana Macri (segunda desde la izquierda) junto a Amado Boudou y otras de las primeras legisladoras argentinas en un homenaje con motivo del 60 aniversario de la muerte de Eva Perón, 2012.

Luego de la asunción de Néstor Kirchner a la Presidencia de la Nación, fue objeto de varias reparaciones éticas y disculpas por su encarcelamiento, así como reconocimientos por su trayectoria.
En 2006, la directora del Museo Evita Cristina Álvarez Rodríguez, le realizó una serie de entrevistas de contenido biográfico que fueron publicadas en libro bajo el título Ana Carmen Macri, mi biografía política.
En 2011, por iniciativa de la madre de Plaza de Mayo Adelina de Alaye, la provincia de Buenos Aires, representada por el ministro de Justicia y Seguridad Ricardo Casal, le entregó el prontuario que registra su encarcelamiento entre 1955 y 1958, pidiéndole "perdón en nombre del Estado". En 2015 fue homenajeada por el Senado argentino con el premio Juana Azurduy por su trayectoria.

## Obras
- Macri, Ana Carmen; Álvarez Rodríguez, Cristina (2006). Mi biografía política. Buenos Aires: Instituto Nacional de Investigaciones Históricas Eva Perón.